# 1992年7月逝世人物列表
1992年逝世人物列表：1月 - 2月 - 3月 - 4月 - 5月 - 6月 - 7月 - 8月 - 9月 - 10月 - 11月 - 12月
1992年7月逝世人物列表，是用於匯總1992年7月期間逝世人物的列表。

## 依日期排序

### 1日
- 佛朗哥·克裡斯塔爾迪，61歲，義大利電影製片人。
- 斯坦·弗雷澤，54歲，美國職業摔跤手[1]
- 傑克胡德，89歲，英國拳擊冠軍。
- 斯科特·梅雷迪思，69歲，美國文學經紀人。
- 布萊恩·奧布萊恩，94歲，美國光學物理學家[2]
- 普拉卡什·拉奧，67歲，印度電影製片人。
- 牛頓·奧吉爾維·湯普森，88歲，南非法官

### 2日
- 萊爾·博倫，83歲，美國政治家[3]
- 查爾斯·F·布蘭南，88歲，美國政治家[4]
- 卡馬隆·德·拉·伊斯拉，41歲，西班牙弗拉門戈歌手[5]
- 漢斯·詹德雷茨基，94歲，德國共產主義政治家
- 鮑里斯拉夫·佩基奇，62歲，塞爾維亞作家[6]

### 3日
- 戴炎輝，83歲，近代著名法律學者，法律史學家
- 阿諾德·貝爾金，61歲，加拿大-墨西哥畫家[7]
- 埃德·伯朗，69歲，美式足球運動員[8]
- 珍妮·德爾佩奇，86歲，法國小說家[9]
- 沃利·基雷亞，83歲，加拿大冰球運動員[10]
- 路易吉·瑪律基西奧，83歲，義大利公路自行車運動員。[11]
- 恩佐·馬特烏奇，58歲，義大利足球運動員
- 科羅格盧·拉希莫夫，38歲，亞塞拜然師指揮官和戰爭英雄，在行動中喪生。
- 羅斯伯爵夫人安妮·帕森斯，90歲，英國社交名流。
- 喬治·斯塔勒，76歲，美國棒球運動員，球探和教練[12]
- 克萊夫·斯通漢姆，83歲，澳大利亞政治家。
- 馬克·塔南鮑姆，66歲，美國拉比和社會正義活動家[13]

### 4日
- 蔡元农，69歲，中華人民共和國政治人物。
- 大衛·亞伯克龍比，82歲，英國語音學家[14]
- 賈蒂科索莫，75歲，印尼陸軍軍官和外交官。
- 哈裡·戈特利布，96歲，美國畫家、平版畫家和教育家[15]
- 喬·紐曼，69歲，美國爵士小號手[16]
- 弗朗西斯·佩林，90歲，法國物理學家[17]
- 阿斯特·皮亞佐拉，71歲，阿根廷探戈音樂家[18]
- 理查·斯馬特，79歲，美國音樂劇演員和歌手[19]
- 柳德米拉·采里科夫斯卡婭，72歲，俄羅斯女演員[20]

### 5日
- 喬琪亞·布朗，58歲，英國歌手和演員[21]
- 彼得-埃里希·克爾默，81歲，二戰德國潛艇指揮官[22]
- 保羅哈克曼，38歲，加拿大吉他手
- 波琳·朱維特，69歲，加拿大政治家[23]

### 6日
- 弗蘭克·阿金斯，73歲，美國橄欖球運動員[24]
- 艾瑪迪斯·奧古斯特，50歲，德國演員和歌手[25]
- 玛莎·P·约翰逊，46歲，美國LGBT活動家和變裝皇后
- 第二代莫因男爵布萊恩·吉尼斯，86歲，英國世襲貴族。
- 弗謝沃洛德·薩福諾夫，66歲，蘇聯戲劇和電影演員[26]
- 瑪麗·斯蒂爾，70歲，美國作家[27]

### 7日
- 若西·巴特尔，65歲，盧森堡男子田徑運動員[28]
- 格蕾絲·卡爾森，85歲，美國政治家[29]
- 米卡·費爾德曼·德·埃切貝赫，90歲，阿根廷無政府主義者及馬克思主義者
- 克林特布蘭克，76歲，美國欖球運動員
- 胡安妮塔·傑克遜·米切爾，79歲，美國律師[30]
- 弗農·史密斯，32歲，美國籃球運動員[31]
- 帕塔夫，62歲，愛爾蘭騎師

### 8日
- 贾科莫·孔蒂，74歲，意大利男子雪車運動員[32]
- 绍什-鲁斯卡·赫劳代茨基·佐尔坦，90歲，匈牙利男子射擊運動員[33]
- 奧特弗里德紐貝克，84歲，德國旗幟學家和文章學家
- 尼古拉·斯米爾諾夫，74歲，蘇聯海軍上將

### 9日
- 凱爾文·科伊，45歲，澳大利亞芭蕾舞演員[34]
- 阿納·福克-隆尼，71歲，丹麥旅行作家。
- 雷蒙多·費爾南德斯-奎斯塔，95歲，西班牙長槍黨政治家[35]
- 菲克雷特·霍季奇，39歲，南斯拉夫/波士尼亞健美運動員
- 埃裡克·塞瓦雷德，79歲，美國記者[36]

### 10日
- 伊万·波格丹，77歲，羅馬尼亞男子足球運動員[37]
- 馬斯特斯，85歲，美國欖球運動員[38]
- 艾伯特·皮埃尔波因特，87歲，英國劊子手
- 多麗絲·泰特，68歲，美國犯罪受害者維權人士

### 11日
- 鄧穎超，88歲，中國政治家、社会活动家，周恩來妻子。[39]
- 芒罗·伯恩，82歲，加拿大男子游泳運動員[40]
- 哈伊魯丁克爾瓦瓦茨，65歲，波斯尼亞電影導演
- 康斯坦丁·珀尔伏列斯库，96歲，羅馬尼亞共產主義政治家[41]

### 12日
- 雷金納德·貝克，90歲，英國電影剪輯師[42]
- 艾爾西·德裡格斯，94歲，美國畫家[43]
- 泰德·芬頓，77歲，英格蘭足球運動員和經理[44]
- 卡羅琳·帕福德·米勒，88歲，美國小說家[45]
- 巴赫謝伊斯·帕沙耶夫，56歲，亞塞拜然士兵
- 卡洛·范內斯特，78歲，比利時小提琴家。
- 瑪麗琴·韋瑟勞，86歲，美國游泳運動員[46]
- 埃德加·布萊特·威爾遜，83歲，美國化學家[47]

### 13日
- 乔瓦尼·巴蒂斯塔·布雷达，60歲，意大利劍擊運動員[48]
- 海因里希·埃伯巴赫，96歲，二戰時期德國將軍[49]
- 克里斯托弗艾恩塞德，79歲，英國畫家和錢幣設計師[50]
- 文斯·斯科特，67歲，加拿大男子足球運動員[51]
- 西西莉·威廉姆斯，98歲，牙買加醫生
- 亞歷克斯·沃伊切霍維奇，76歲，美國欖球運動員[52]

### 14日
- 芭芭拉·科明斯，84歲，英國作家和藝術家[53]
- 湯瑪斯·希克斯，74歲，美國雪橇運動員[54]
- 伊赫蒂亞爾·卡西莫夫，22歲，亞塞拜然士兵和戰爭英雄
- 斯拉夫科·卢什蒂察，69歲，南斯拉夫足球運動員。
- 丹尼·麥克沙恩，79歲，美國職業摔跤手。[55]
- 耶爾馬茲·森，49歲，土耳其足球運動員。

### 15日
- 吉姆班廷，90歲，澳洲女童軍首席專員[56]
- 哈默·德罗伯特，69歲，瑙魯政治人物
- 歐內斯汀·埃克斯坦，51歲，美國LGBT活動家
- 恩里科·加尔泽利，82歲，意大利男子賽艇運動員[57]
- 約翰尼·馬丁，60歲，澳洲男子板球運動員[58]
- 瑪麗安·西姆森，71歲，德國舞者和電影演員[59]

### 16日
- 巴克·布坎南，51歲，美國橄欖球運動員[60]
- 塔季揚娜·佩爾特瑟，88歲，俄羅斯女演員。
- 傑克·蘇提斯，81歲，英格蘭足球運動員[61]
- 施麥麥，82歲，美籍華裔作家、畫家。

### 17日
- 英格瑪·奧德森，64歲，瑞典短距離皮划艇運動員和奧運選手。[62]
- 卡南·德維，76歲，印度女演員和歌手。
- 約翰尼·萊特曼，74歲，美國爵士小號手[63]
- 唐·R·皮爾斯，92歲，美國政治家。
- 拉裡·羅伯茨，65歲，美國配音演員和時裝設計師

### 18日
- 皮爾斯·布羅德柯伯，83歲，美國鳥類學家和古生物學家。[64]
- 威拉·布朗，86歲，美國飛行員。
- 彭學世，80歲，朝鮮政治家。
- 魯道夫·伊辛，88歲，美國動畫師[65]
- 維克多·路易士，64歲，蘇聯記者和虛假資訊特工[66]
- 朱塞佩·保皮尼，85歲，義大利天主教樞機主教。
- 揚·佩勒伯爾，68歲，荷蘭氣象學家。[67]
- 蘿拉·羅德裡格斯，35歲，智利政治活動家，腦瘤。
- 赫爾穆特·施密德，67歲，德國演員。[68]

### 19日
- 保羅·博爾塞利諾，52歲，義大利地方法官[69]
- 海因茨·加林斯基，79歲，德國活動家[70]
- 艾伦·纽厄尔，65歲，美國計算機科學家[71]
- 艾倫·E·諾斯，63歲，美國科幻小說作家和醫生。
- 伯特·皮爾，81歲，加拿大冰球運動員。[72]

### 20日
- 約翰·布拉特比，64歲，英國畫家[73]
- 埃德戈達德，77歲，美式橄欖球運動員[74]
- 布魯斯·亨德森，78歲，美國商人和管理專家。
- 阿爾喬姆·科波特，19歲，俄羅斯冰球運動員
- 約翰·廷斯利，73歲，英國聖公會主教，布裡斯托爾主教

### 21日
- 馬里奧·博耶，69歲，阿根廷足球運動員。
- 拉文斯拉·戴夫，73歲，印度電影製片人。
- 阿洛伊斯·弗萊施曼，82歲，愛爾蘭作曲家、指揮家和音樂學家。[75]
- 愛德華·迪恩·甘迺迪，47歲，美國殺人犯，觸電處決。
- 恩斯特·舍费尔，82歲，德國探險家、獵人和動物學家[76]
- 赫爾穆特·塞布特，63歲，奧地利奧運會花樣滑冰運動員
- 彼得·坦切夫，72歲，保加利亞政治家。

### 22日
- 雷金納德·佈雷特諾，80歲，美國科幻小說作家[77]
- 雅科夫·哈贊，93歲，以色列政治家和社會活動家[78]
- 韋恩·麥克拉倫，51歲，美國演員和特技演員
- 約翰·梅延多夫，66歲，法裔美國神學家[79]
- FSC諾斯羅普，98歲，美國哲學家。[80]
- K·N·烏杜帕，72歲，印度外科醫生和學者。
- 大衛·沃納羅維奇，37歲，美國攝影師、電影製片人和愛滋病畫家。[81]

### 23日
- 阿萊蒂，94歲，法國女演員。[82]
- 瑪克辛·奧德利，69歲，英國女演員。[83]
- 托德·伯恩海姆，78歲，瑞典歌手、演員和諷刺劇表演者。
- 苏莱曼·弗朗吉亚，82歲，黎巴嫩政治家，總統[84]
- 羅伯特·利德爾，83歲，英國文學評論家、傳記作家、小說家、旅行作家和詩人。[85]
- 德米特裡·馬耶夫斯基，75歲，蘇聯和俄羅斯畫家。
- 尤金·默多克，71歲，美國棒球歷史學家。
- 伊恩·普羅克特，74歲，英國帆船設計師。
- 比爾·斯特里格爾，56歲，美國橄欖球運動員。[86]
- 羅斯瑪麗·薩特克利夫，71歲，英國小說家。[87]

### 24日
- 山姆·伯傑，92歲，加拿大體育主管。
- 塞爾日·德·加斯泰內，61歲，美國作曲家和鋼琴家。[88]
- 加夫里尔·伊里扎洛夫，71歲，俄羅斯醫生
- 厄尼·奎因，66歲，澳大利亞政治家。[89]

### 25日
- 小拉爾夫·P·鮑亞士，79歲，美國數學家和期刊編輯。
- 古納爾斯·西林斯基斯，61歲，拉脫維亞演員和電影製片人[90]
- 阿爾弗雷德·德雷克，77歲，美國演員[91]
- 波拉尼倫斯卡，81歲，波蘭現代舞者[92]
- 維托里奧·薩尼波利，76歲，義大利演員。
- 加里·溫多，50歲，英國爵士男高音薩克斯管演奏家

### 26日
- 麗塔·阿特里亞，17歲，義大利反黑手黨合作者
- 珍妮·卡雷齊，60歲，希臘電影和舞臺女演員
- 珍妮特·基，47歲，英國女演員，癌症。
- 奥托里诺·夸列里尼，77歲，義大利賽艇運動員[93]
- 理查·D·雷明頓，60歲，美國學者。[94]
- 艾爾加·奧加·斯文森，86歲，丹麥電影女演員和歌手。
- 瑪麗·威爾斯，49歲，美國歌手，喉癌。[95]
- 大山康晴，69歲，日本將棋選手。
- 羅石青，約50歲，香港前影視著名男演員

### 27日
- 馬克斯·杜潘，81歲，澳大利亞攝影師。[96]
- 阿傑德·汗，51歲，印度演員和電影導演[97]
- 弗朗西斯·詹姆斯·帕克，80歲，美國棒球運動員，教練和經理。[98]
- 安東尼·薩勒諾，80歲，美國黑幫和熱那亞犯罪家族老闆[99]
- 小納特·西爾考克，64歲，英國橄欖球運動員和教練。
- 費迪南德·韋納爾，53歲，德國足球運動員[100]

### 28日
- 羅恩·道斯，55歲，美國奧運亞軍[101]
- 賽義杜·尼吉莫勒·恩喬亞，90歲，喀麥隆蘇丹。
- 休勒弗·諾明克，61歲，愛沙尼亞演員、喜劇演員、戲劇和電影導演。
- 約萬·拉什科維奇，63歲，克羅埃西亞塞族精神病學家，學者和政治家[102]
- 萊斯特·肖爾，85歲，美國電影攝影師。
- 阿爾伯特·塔瓦雷斯，39歲，美國選角導演。

### 29日
- 露西亞·德米特裡烏斯，82歲，羅馬尼亞小說家、詩人和劇作家。
- 馬歇爾·詹森斯，60歲，比利時自行車運動員[103]
- 凱末爾·卡亞坎，77歲，土耳其海軍上將
- 米歇爾·拉洛克，40歲，加拿大冰球運動員[104]
- 威廉·馬蒂亞斯，57歲，威爾士作曲家[105]
- 多米尼克·斯莫爾，62歲，斯洛維尼亞劇作家。
- 德米特裡·祖巴列夫，74歲，俄羅斯理論物理學家。

### 30日
- 尼爾斯·鮑伊，78歲，美國律師和政治家。[106]
- 保羅·加普，64歲，美國記者，普利策肺癌獎得主[107]
- 托寧·哈拉皮，64歲，阿爾巴尼亞作曲家和教師。
- 布·林德曼，93歲，瑞典現代五項運動員和奧運冠軍。[108]
- 布倫達·馬歇爾，76歲，美國女演員，喉癌。[109]
- 肯·邁爾，71歲，美籍澳大利亞人，商人、外交官和慈善家。
- 喬治·諾瓦克，86歲，美國馬克思主義理論家和活動家。.[110]
- 喬·舒斯特，78歲，加拿大裔美國漫畫家，《超人》的聯合創作者[111]

### 31日
- 恩維爾阿里哈諾夫，75歲，蘇聯政治家和官員。
- 倫納德·柴郡，74歲，英國皇家空軍軍官和慈善家[112]
- 烏茲·佩雷斯，41歲，以色列電影導演
- 拉爾夫·斯特雷特，56歲，美國演員[113]